# Gouvernøren Harbour
Die Gouvernøren Harbour ist ein kleiner Naturhafen vor der Danco-Küste des Grahamlands auf der Antarktischen Halbinsel. Er liegt unmittelbar westlich von Pythia Island an der Ostseite von Enterprise Island. 
Norwegische Walfänger benannten ihn als Guvernørhavna, nachdem hier 1916 das Walfangschiff Guvernøren I havariert war. Das UK Antarctic Place-Names Committee übertrug diese Benennung 1960 in leicht abgewandelter Form ins Englische.